# Голая Долина (приток Сухого Торца)
Голая Долина (укр. Гола Долина) — левый приток реки Сухой Торец, расположенный на территории Славянского района и Славянского горсовета (Донецкая область, Украина). Длина — 21 км. Площадь бассейна — 197 км².

## География
Русло реки (отметки уреза воды) в среднем течении (пруд в селе Никольское) находится на высоте 91,6 м над уровнем моря. Используется для рыборазведения. На большей части русла создан комплекс прудов и водохранилищ.
Берёт начало в лесном массиве в национальном парке Святые горы, что западнее села Мазановка. Река течёт на восток в верхнем течении, далее — юго-восток. Впадает в Сухой Торец (на 6,4-м км от её устья) западнее микрорайона Железнодорожный города Славянск.
Притоки: (от истока к устью) балка Песчаная (пр), безымянные ручьи и балки
Населённые пункты (от истока к устью):
Краматорский район
1. Мазановка
2. Моросовка (упразднён)
3. Краснополье
4. Долина
5. Адамовка
6. Никольское
7. Крестище
8. посёлок Мирное

Славянский городской совет
1. город Славянск

Истоки реки расположены в границах национального природного парка Святые горы, пруд Зеркальный — одноимённого памятника природы.